# Ludwik Caroli
Ludwik Caroli, pierw. Luigi Caroli (ur. 1834, zm. 17 czerwca 1865 w Kadai pod Nerczyńskiem) – uczestnik powstania styczniowego pochodzenia włoskiego.

## Życiorys
Urodził się w Bergamo, w rodzinie przemysłowców, spokrewniony przez siostrę hrabinę Agliardi z arystokracją lombardzką. Wcześnie odziedziczył po ojcu majątek, odbył podróże do Hiszpanii, Anglii i Węgrzech. Wziął udział w kampanii 1859 roku jako ochotnik po stronie wojsk piemonckich, uczestnik bitew pod Solferino i Magentą. Do rezerwy przeszedł w stopniu porucznika. 
Po wybuchu powstania w Polsce, wspierał finansowo wysunięty przez Francesco Nullo projekt pomocy walczącym. 28 kwietnia 1863 przybył do Krakowa. Mediował pomiędzy Nullo a pułkownikiem Józefem Miniewskim w sprawie dowództwa tworzonego oddziału. Nullo mianował go swoim adiutantem. 2 maja formacja ta przeszła granicę Królestwa Kongresowego a 5 maja w czasie bitwy pod Krzykawką Nullo skonał na rękach Caroliego. Po przekazaniu mu dowództwa przez Miniewskiego Caroli wydał rozkaz do odwrotu całego legionu cudzoziemskiego co przerodziło się w rozsypkę a sam dowódca wpadł w ręce Rosjan.
Uwięziony w Cytadeli Warszawskiej, 1 lipca 1863 roku został skazany przez sąd wojenny na karę śmierci. Wyrok został zamieniony na 12 lat ciężkich robót i dożywotne osiedlenie się na Syberii. Katorgę odbywał w Kadai pod Nerczyńskiem.
Na początku stycznia 1937 poinformowano, że podczas prac w archiwum miejskim w Bergamo odkryto testamenty włoskich uczestników powstania styczniowego Francesco Nullo i Luigiego Caroli, własnoręcznie spisane przez nich przed wyjazdem na tereny polskie w 1863.